# فرانك لا روكا
فرانك لا روكا (بالإنجليزية: Frank La Rocca)‏ هو ملحن وأستاذ جامعي أمريكي، ولد في 1951 في نيوجيرسي في الولايات المتحدة.